# Nuevo Mosa
El  Nuevo Mosa (en neerlandés "Nieuwe Maas") es un distributario del río Rin, y antiguo afluente del río Mosa, en la provincia de Holanda Meridional, Países Bajos. Nace en la confluencia de los ríos Noord y Lek, y discurre hacia el oeste, pasando por Róterdam. Acaba al oeste de la ciudad, donde se une al Oude Maas ("Antiguo Mosa"), cerca de Vlaardingen, para formar Het Scheur. Su longitud total es aproximadamente 24 km. El Nuevo Mosa pasa por algunas de las zonas más densamente pobladas y desarrolladas de los Países Bajos. En sus orillas hay muchos puertos e industrias.

## Historia

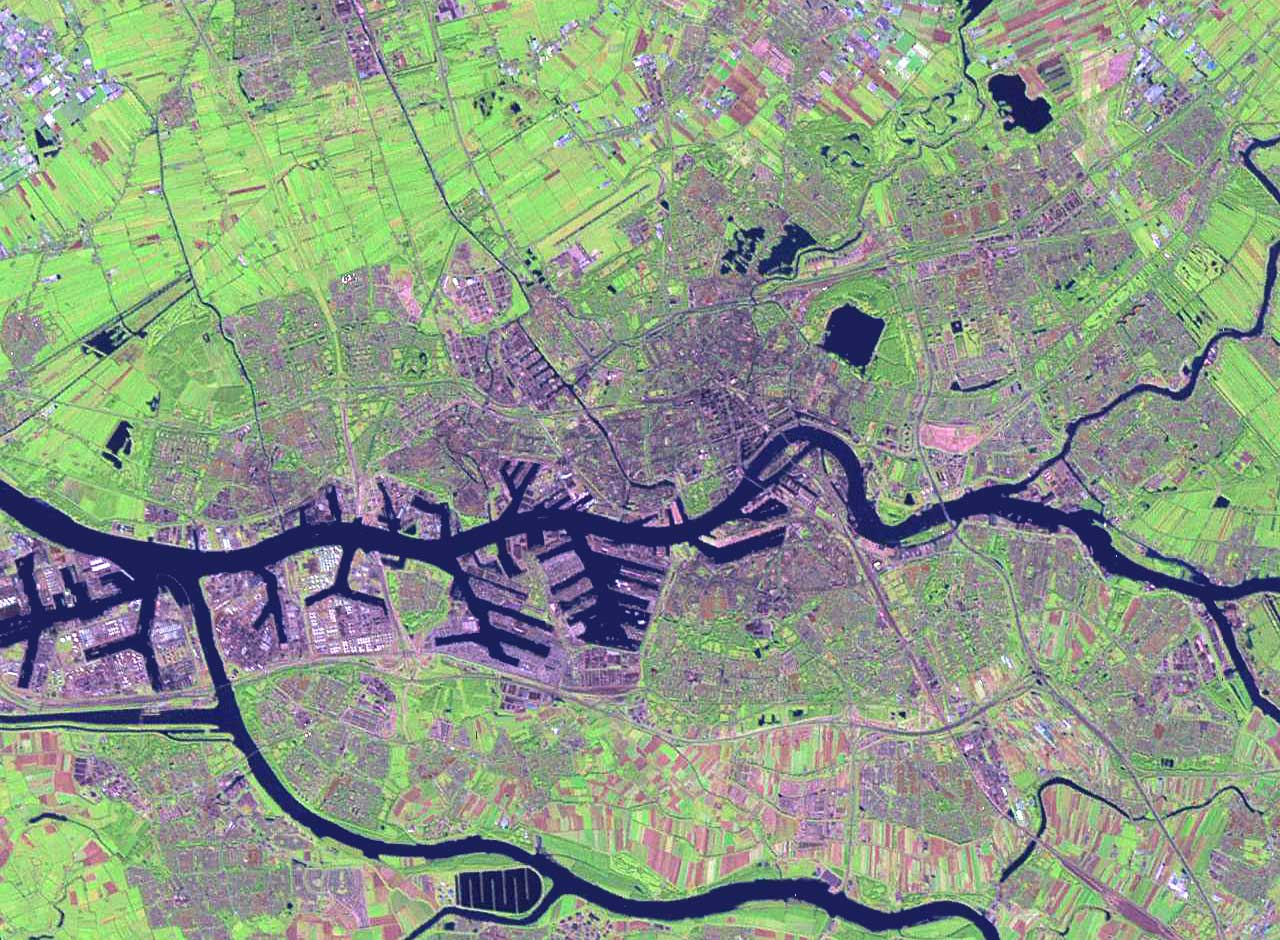
Imagen satelital del Nuevo Mosa atravesando Róterdam. También es visible la confluencia de los ríos Noord y Lek (derecha) y el Oude Maas (abajo).

Durante comienzos de la Edad Media el río se consideraba parte del río Merwede (un distributario del Rin). Sin embargo, durante el siglo XIII una serie de inundaciones obligaron al Mosa a cambiar su curso principal en dirección norte, hacia el Merwede. Desde entonces, varios tramos del Merwede original se llamaban Mosa y servían como el cauce principal del río. Estas ramas se conocen actualmente como el Nuevo Mosa y el Oude Maas. Durante varios siglos el Nuevo Mosa y el Oude Maas se consideraban parte del delta del Mosa. Cerca de Vlaardingen, estos dos se unen y se dividen de nuevo en la isla de Rozenburg: la rama norte se conocía como Het Scheur y la sur como Nuevo Mosa o Brielse Maas debido a que pasaba cerca de Brielle. Posteriormente, Het Scheur y el Brielse Maas se unen de nuevo para formar un estuario conocido como Maasmond ("Desembocadura del Mosa"). 

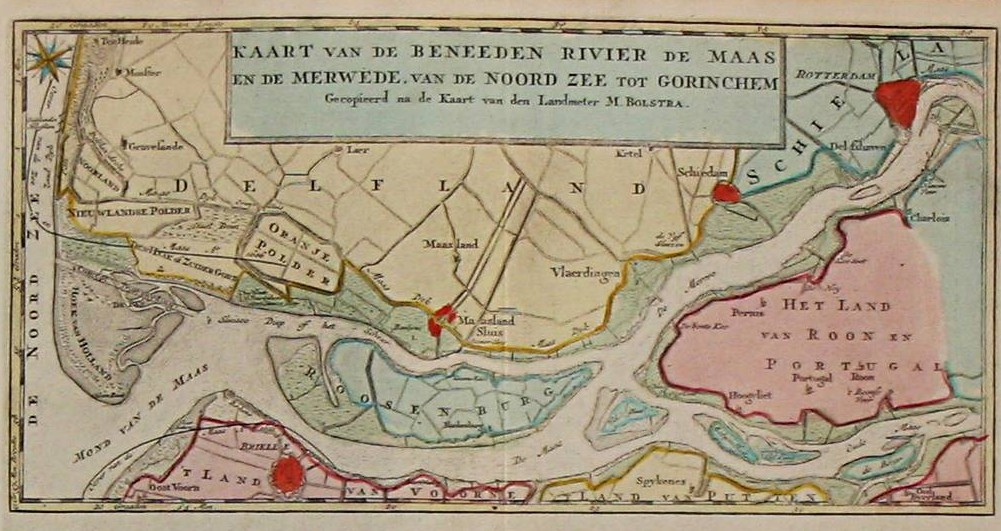
El Nuevo Mosa y su desembocadura en 1769.

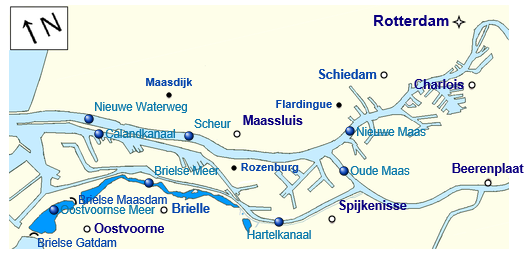
Este Dia.

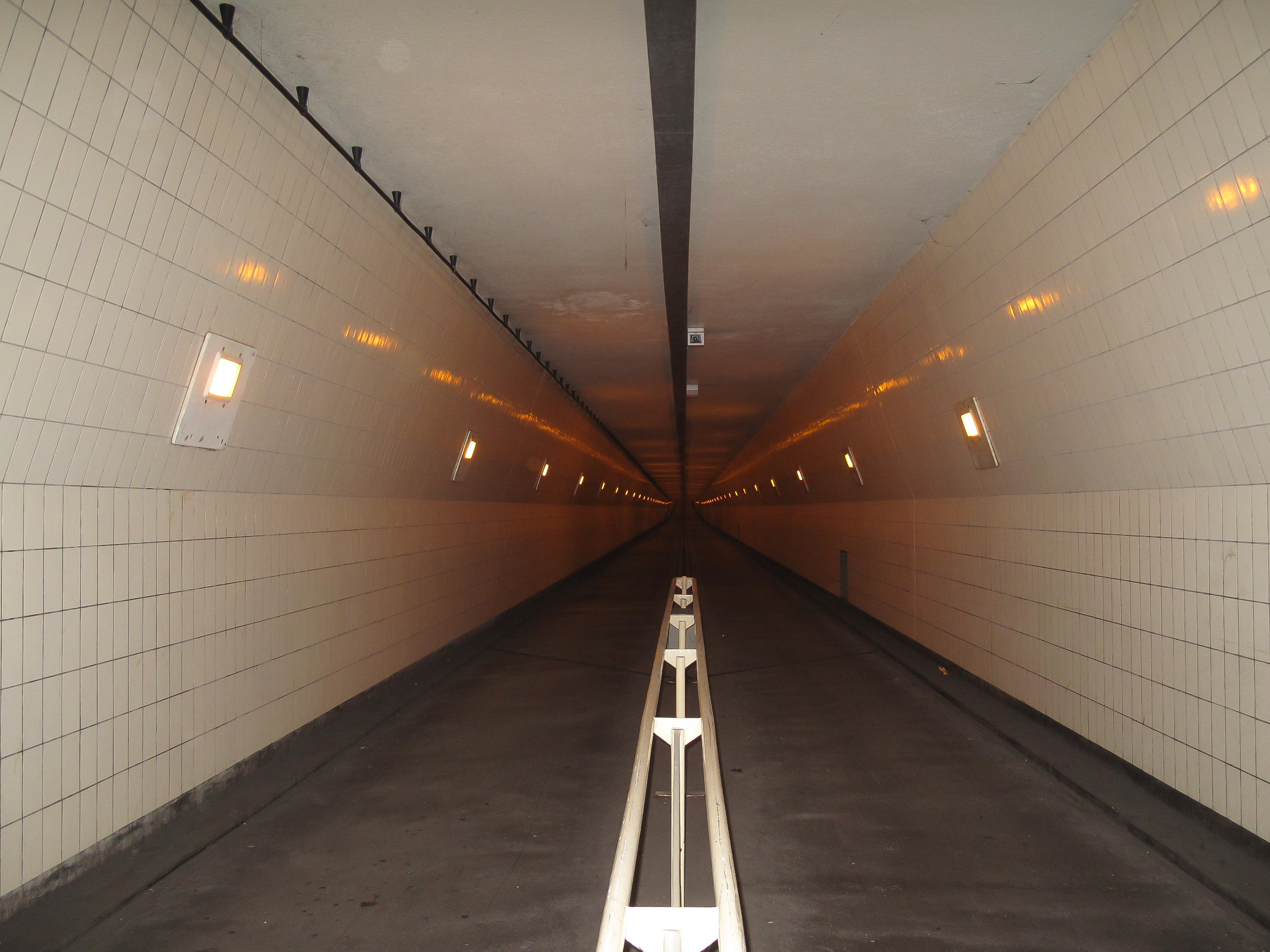
Róterdam, el túnel: de Maastunnel

Sin embargo, durante otra serie de graves inundaciones el Mosa encontró una ruta adicional hacia el mar, lo que resultó en la creación de los humedales Biesbosch y el estuario Hollands Diep. A continuación, el Mosa se divide cerca de Heusden en dos distributarios, uno hacia el norte que desemboca en el Merwede, y otro directamente hacia el mar. Esto disminuyó la influencia del Mosa en el Nuevo Mosa y Oude Maas. La rama del Mosa que va directamente al mar se colmató (y ahora forma el Oude Maasje), pero en 1904 se excavó el canalizado Bergse Maas para que asumiera sus funciones. Al mismo tiempo, la rama que desemboca en el Merwede fue embalsada en Heusden (y desde entonces se ha conocido como Afgedamde Maas), por lo que la mayor parte del agua del Mosa ahora entra en el estuario Hollands Diep, en lugar de mezclarse con los distributarios del Rin. Esta separación de los ríos Rin y Mosa se considera el mayor logro de la ingeniería hidráulica de Holanda antes de la finalización de Zuiderzeewerken y el Plan Delta. Desde entonces, la gran mayoría del caudal del Nuevo Mosa y el Oude Maas procede del Rin, y no del Mosa.
Con la finalización del Nieuwe Waterweg, el Brielse Maas ya no llega al mar como el cauce principal del río Rin. La sección del Brielse Maas fue embalsada desde Het Scheur a mediados del siglo XX (ahora forma el Lago Briel), obligando a que toda el agua pase por el artificial Nieuwe Waterweg.

## Puentes y túneles
De oeste a este:

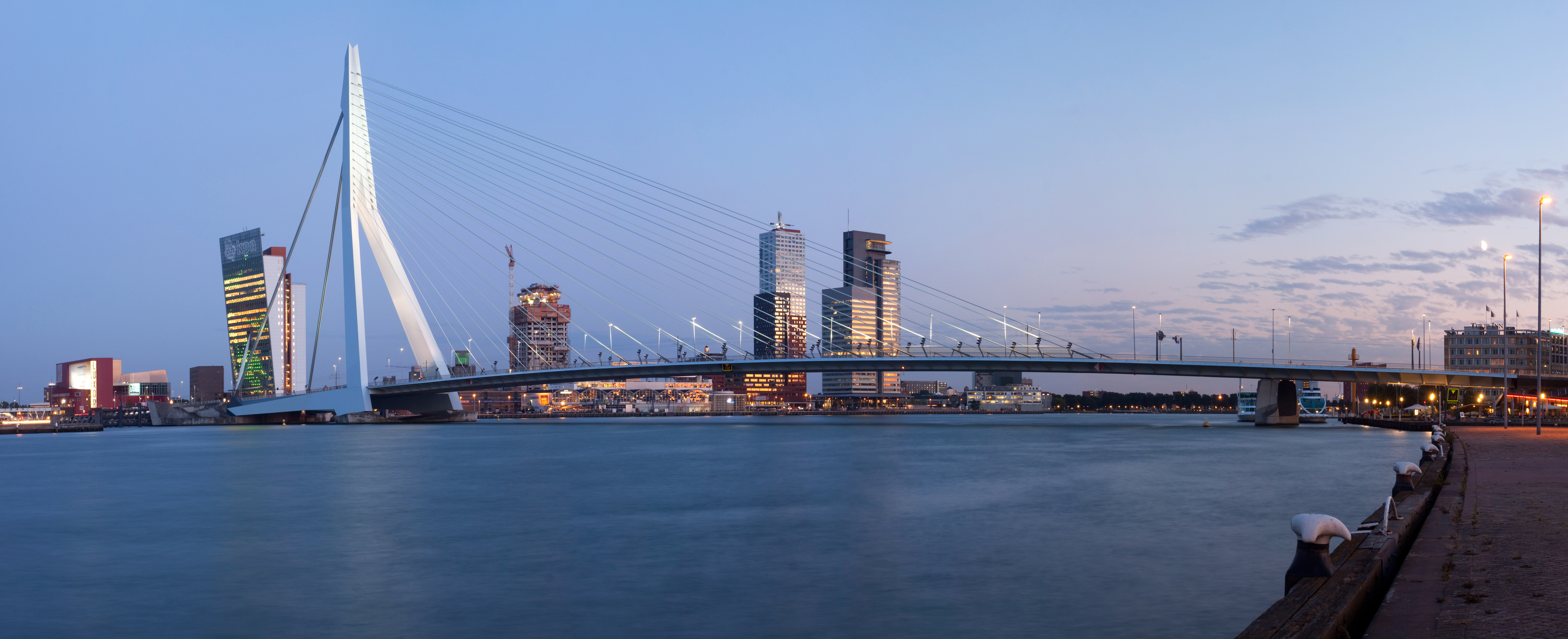
El Erasmusbrug ("Puente de Erasmo") cruzando el Nuevo Mosa en Róterdam.

- Beneluxtunnel (túnel; vehículos de motor, bicicletas, metro)
- Maastunnel (túnel; vehículos de motor, bicicletas, peatones)
- Erasmusbrug (puente; vehículos de motor, bicicletas, peatones, tranvía)
- Maastaxi (ferry; peatones)
- Metrotunnel (túnel; metro)
- Willemstunnel (túnel; tren)
- Willemsbrug (puente; vehículos de motor, bicicletas, peatones)
- Van Brienenoordbrug (puente; vehículos de motor, bicicletas, peatones)